# Greatest Hits (álbum de The Cars)
Greatest Hits es un álbum recopilatorio de la banda estadounidense de rock The Cars, publicado en octubre de 1985 por Elektra Records. "Tonight She Comes", una canción inédita, fue escogida como sencillo en 1985 como soporte del álbum. El disco se convirtió en un éxito comercial, logrando seis veces la certificación de disco de platino.

## Lista de canciones
Todas fueron escritas y compuestas por Ric Ocasek.

### Lado uno
1. «Just What I Needed» (3:43)
2. «Since You're Gone» (3:31)
3. «You Might Think» (3:04)
4. «Good Times Roll» (3:44)
5. «Touch and Go» (4:54)
6. «Drive» (3:54)

### Lado dos
1. «Tonight She Comes» (3:52)
2. «My Best Friend's Girl» (3:44)
3. «Heartbeat City» (4:29)
4. «Let's Go» (3:33)
5. «I'm Not the One» (3:58)
6. «Magic» (3:57)
7. «Shake It Up» (3:32)

## Créditos
- Ric Ocasek – guitarra, voz
- Benjamin Orr – bajo, voz
- David Robinson – batería
- Greg Hawkes – teclados
- Elliot Easton – guitarra